# Izba Panów (Prusy)

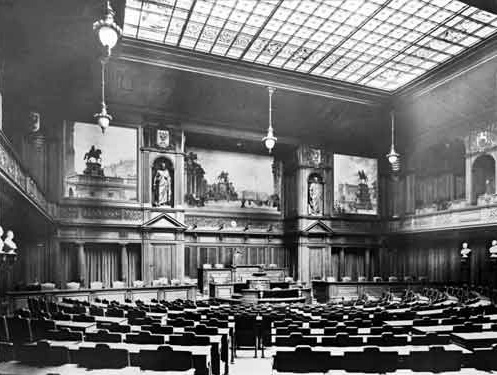
Sala posiedzeń Izby Panów (ok. 1900 roku).

Izba Panów (niem. Herrenhaus) – wyższa izba pruskiego Landtagu, czyli parlamentu Królestwa Prus. Istniała w latach 1848–1918.

## Historia
W następstwie rewolucji marcowej w 1848 r. król Prus Fryderyk Wilhelm IV i premier Gottfried Ludolf Camphausen zgodzili się na powołanie w drodze wyborów Pruskiego Zgromadzenia Narodowego. Działało ono od 21 maja do 5 grudnia 1848 i zostało zniesione dekretem królewskim. Konstytucja Prus powołała w to miejsce dwuizbowy parlament – Landtag, który składał się z izby niższej, zwanej od 1885 Izbą Posłów (niem. Abgeordnetenhaus) i izby wyższej, od 1855 Izby Panów. Członkowie Izby Posłów byli wybierani w wyborach kurialnych (przyporządkowanie do kurii zależało od wysokości płaconych podatków), a członkowie Izby Panów byli dziedziczni, powoływani dożywotnio przez króla oraz wyznaczani jako przedstawiciele związków własności ziemskiej, miast i uniwersytetów.
W okresie 1848–1854 izba wyższą nosiła nazwę Pierwszej Izby (niem. Erste Kammer) i początkowo liczyła 180 członków pochodzących z wyborów. Prawa wyborcze mieli obywatele Prus (mężczyźni) od 30. roku życia, którzy płacili podatki (powyżej pewnej minimalnej kwoty). Od 1850 skład Pierwszej Izby się zmienił i obok wybieranych przedstawicieli zasiadali w niej: pełnoletni książęta domu panującego, głowy rodów arystokratycznych, osoby powołane dożywotnio przez króla, 90 wybieranych członków (przy zachowaniu cenzusu wyborczego) i 30 przedstawicieli rad większych miast.
Od 1854 nie było wyborów do Izby Panów, a w jej skład wchodzili: książęta domu panującego, członkowie dziedziczni, członkowie dożywotni oraz przedstawiciele własności ziemskiej, miast i uniwersytetów.

## Kompetencje
Izba Panów miała równorzędne kompetencje legislacyjne z Izbą Posłów. Projekt ustawy musiał uzyskać aprobatę w obu izbach, by zostać uchwalony.

## Skład
W skład Izby Panów od 1854 wchodzili:
- książęta domu panującego wskazani przez króla (żaden z królów nie skorzystał z tego prawa)
- głowa rodu Hohenzollernów
- głowy rodów książęcych i arystokratycznych
- czterej główni urzędnicy dworu pruskiego (niem. Kanzler, Landhofmeister, Obermarschall i Oberburggraf)
- członkowie dożywotnio powołani przez króla
- przedstawiciele wspólnot mających tzw. prawa prezentacji: większych miast (początkowo 30, pod koniec ok. 50), uniwersytetów (początkowo w Berlinie, Bonn, Greifswaldzie, Halle, Królewcu i Wrocławiu, od 1867 również w Getyndze, Kilonii i Marburgu), kapituł ewangelickich w Brandenburgu, Merseburgu i Naumburgu, związków większej własności ziemskiej (ok. 90 przedstawicieli) i związków szlachty danej prowincji (9 osób).

## Budynek

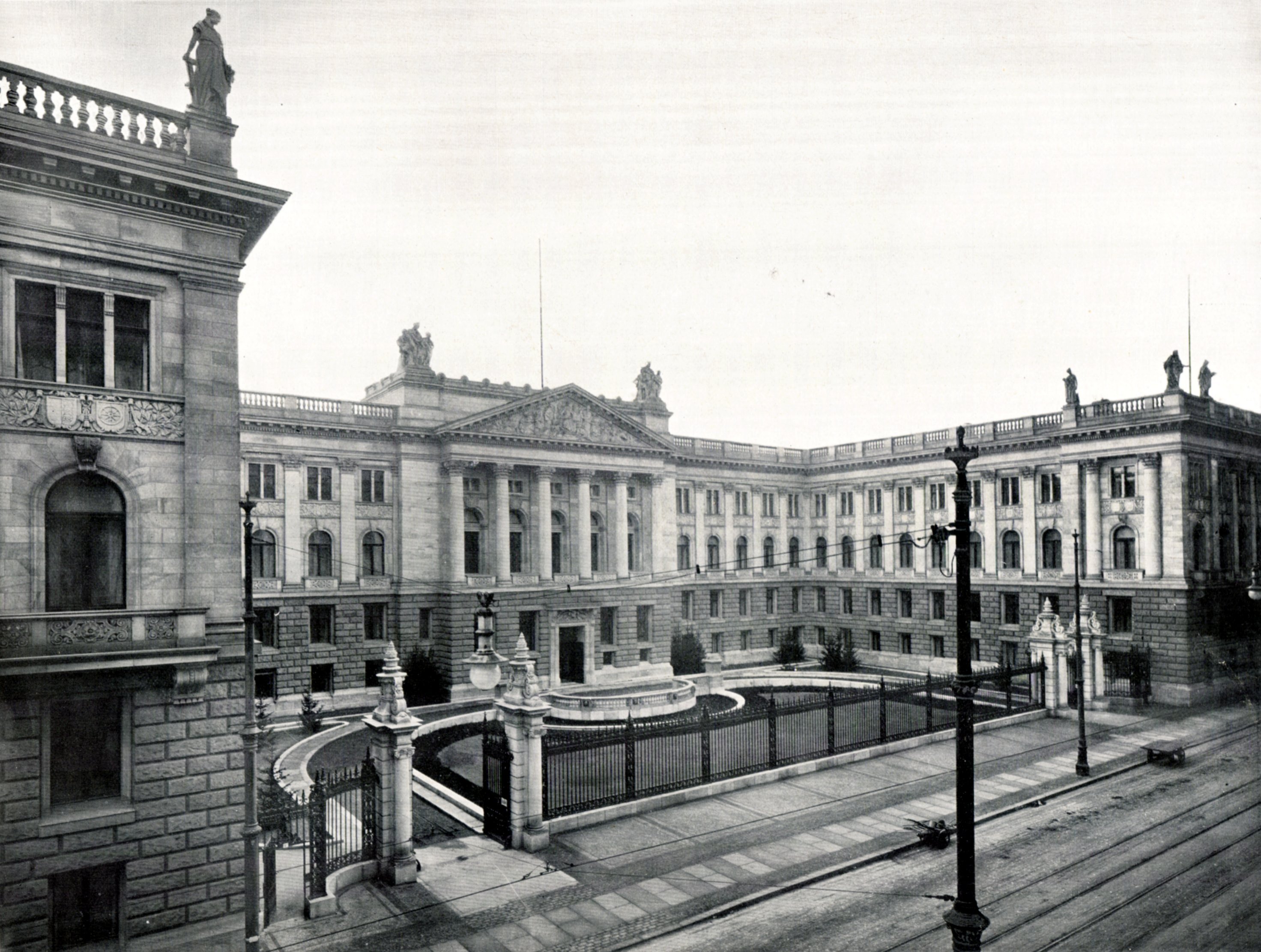
Budynek Izby Panów ok. 1900

Od 1904 Izba Panów obradowała w budynku położonym przy Leipziger Straße w Berlinie. Architektem był Friedrich Schulze.
Od 2000 r. budynek jest siedzibą Bundesratu.